# Златареј (Валча)
Златареј (рум. Zlătărei) насеље је у Румунији у округу Валча у општини Драгашани. Oпштина се налази на надморској висини од 156 m.

## Становништво
Према подацима из 2002. године у насељу је живело 1428 становника, од којих су сви румунске националности.